# St. Laurentius (Tengling)

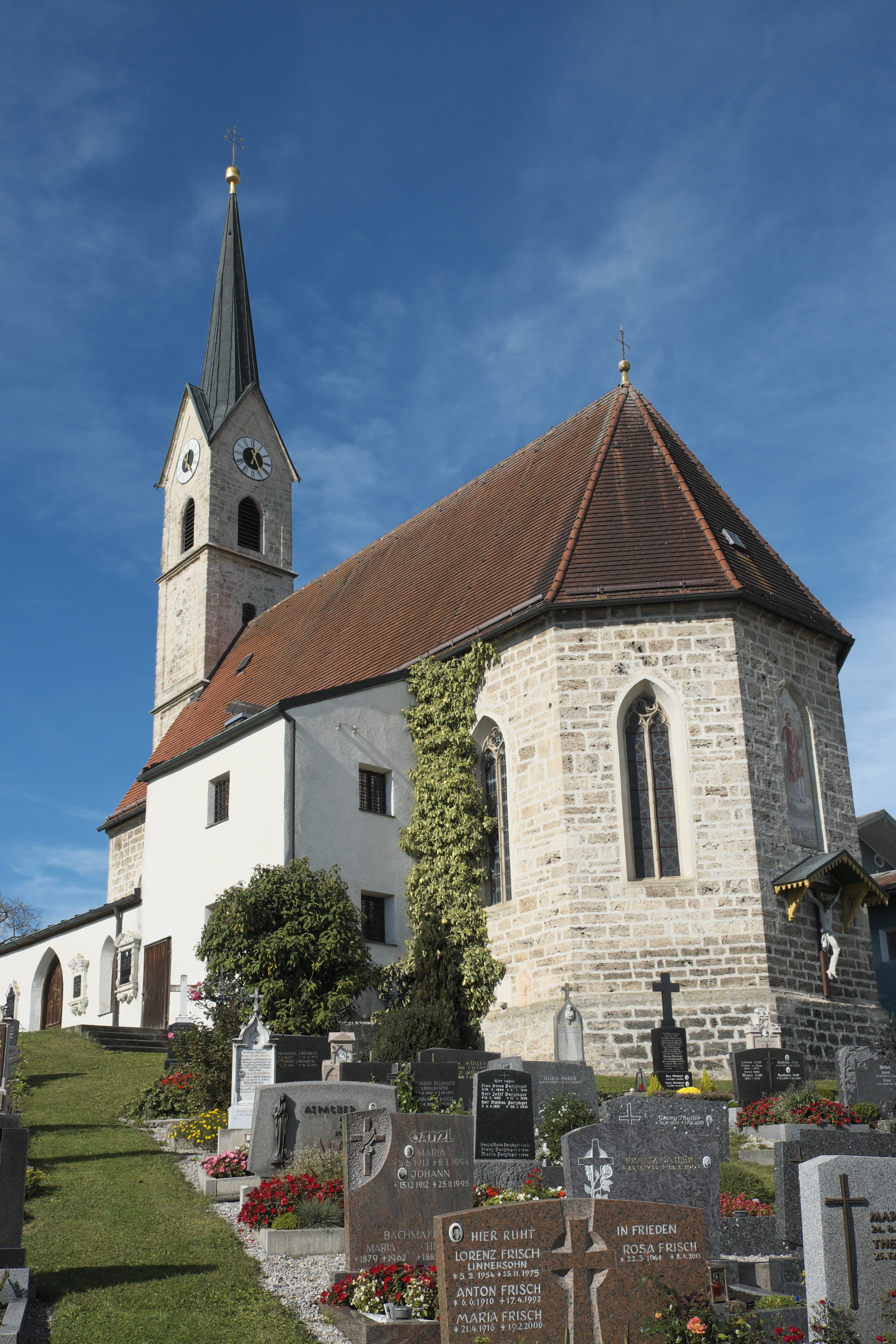
St. Laurentius in Tengling

Die römisch-katholische Pfarrkirche St. Laurentius steht in Tengling, einem Gemeindeteil von Taching am See im oberbayerischen Landkreis Traunstein. Sie ist in der Liste der Baudenkmäler in Taching am See als Baudenkmal unter der Nummer D-1-89-150-34 eingetragen. Die Kirche gehört zum Dekanat Traunstein im Erzbistum München und Freising.

## Beschreibung
Die spätgotische Saalkirche aus Quadermauerwerk wurde am Anfang des 16. Jahrhunderts anstelle des Vorgängerbaus errichtet. Sie besteht aus dem Langhaus zu drei Jochen, dem Chor mit Fünfachtelschluss im Osten und der Sakristei mit einem Oratorium im Obergeschoss an der Südwand des Chors. An die Sakristei schließt sich im Westen ein Vorbau an. Der Kirchturm auf quadratischem Grundriss im Westen wurde im 19. Jahrhundert um ein Geschoss erhöht, das den Glockenstuhl mit drei Glocken enthält. Zwischen seinen Giebeln mit den Zifferblättern der Turmuhr erhebt sich ein spitzer Helm. Die Kirchenausstattung ist weitgehend neogotisch.